# عمار بن حميد النعيمي
عمار بن حميد بن راشد بن حميد بن عبد العزيز بن حميد النعيمي ( 31 مارس 1969 - ) ولي عهد إمارة عجمان منذ 2003، ورئيس المجلس التنفيذي في إمارة عجمان وذلك بحكم منصبه كولي للعهد لحاكم الإمارة، وهو أيضاً رئيس مجلس أُمناء مؤسسة حميد بن راشد النعيمي الخيرية.

## زوجاته وأبنائه
متزوج من الشيخة أسماء بنت صقر القاسمي كريمة حاكم رأس الخيمة السابق وله عدة أنجال منها:
1. حميد
2. راشد
3. صقر
4. أحمد
5. محمد
6. آمنه
7. مهرة